# Ефимов, Андрей Семёнович
Андре́й Семёнович Ефи́мов (укр. Андрій Семенович Єфімов; 10 ноября 1928, село Зиновьевка, Нижне-Волжский край, РСФСР— 19 января 2017, Киев, Украина) — советский и украинский эндокринолог, академик РАН (2013), академик АМН СССР (1988), НАН и АМН Украины, профессор.

## Биография
В 1952 году окончил лечебный факультет Горьковского медицинского института, в 1955 году — клиническую ординатуру. После защиты кандидатской диссертации был направлен главным терапевтом медсанчасти на одну из новостроек Сибири (Красноярск). Организовал несколько врачебных экспедиций по изучению зоба, по результатам исследований была составлена карта зобной эндемии Красноярского края. Принимал участие в ежегодных конференциях Красноярского медицинского института, его статьи публиковались в «Трудах конференции».
С 1958 года работал ассистентом кафедры терапии Горьковского медицинского института. В 1964 году защитил докторскую диссертацию, посвящённую исследованию нейрогуморальной регуляции при зобной болезни.
В 1965 году был утвержден по конкурсу во вновь организованный Институт эндокринологии и обмена веществ Минздрава УССР (Киев; ныне — Украинский НИИ эндокринологии и обмена веществ им. В. П. Комисаренко) на должность руководителя диабетологической клиники. С 1992 года — заместитель директора НИИ по клинической работе.
Член-корреспондент АМН СССР (1984), академик АМН СССР (1988); академик НАН Украины (1992), академик АМН Украины (1993).
В 1985 году организовал кафедру эндокринологии в Киевском медицинском институте (ныне университет) и до 1992 года занимал должность ее заведующего. В 1993 году организовал кафедру эндокринологии в Украинском институте усовершенствования врачей (ныне Киевская медицинская академия постдипломного образования Минздрава Украины), которой заведовал (по совместительству) до 2003 года.

### Семья
- Отец — Семён Павлович Ефимов (1884—1935).
- Мать — Мария Андреевна Ефимова (1902—1992).
- Супруга — Елена Константиновна Ефимова (р. 1933).
- Сын — Дмитрий Андреевич Ефимов (р. 1961).

## Научная деятельность
Взаимодополняющая работа клиницистов и экспериментаторов в возглавляемом А. С. Ефимовым отделе, а также сотрудничество с институтами НАН Украины, создали надёжную научную основу для изучения патогенеза и отработки новых направлений в диагностике и лечении сахарного диабета. Особое внимание уделялось всестороннему изучению механизмов развития диабетических осложнений сердечно-сосудистой системы. Впервые выяснена роль контринсулярных гормонов и иммунных нарушений в их патогенезе, предложена оригинальная схема патогенеза и классификация диабетических ангиопатий, которая нашла своё отражение в первой в СССР монографии «Диабетические ангиопатии» (1973). Изучение инсулин-рецепторного взаимодействия выявило тормозящее действие (влияние) на этот процесс всех главных контринсулярных гормонов, а углублённое исследование участников ликвидации аварии на ЧАЭС показало «диабетогенный эффект» последствий аварии в формировании среди «ликвидаторов» гиперинсулинемии и инсулинорезистентности. Обоснование роли сорбитолового пути обмена глюкозы в патогенезе ангионейропатий позволило создать и внедрить в практику новый ангиопротектор, ингибитор альдозоредуктазы, изодибут для ликвидации ангионейропатий, катаракты, энцефалопатий. Создан и внедрён в практику экспресс-анализатор глюкозы «Глюкофот» с индикаторными полосками «Глюкозан». Среди внедрённых новых методов лечения сахарного диабета и ангионейропатий следует назвать: комплекс иммунокорректоров с ингибиторами протеолиза при диабете 1-го типа, трансплантацию культур бета-клеток и криоконсервированной эмбриональной ткани печени, микроволновая резонансная терапия, лазерная терапия, включение в диету топинамбура. Следует отметить, что А. С. Ефимов владел даром заинтересовывать сотрудников научной работой, вдохновлять их на осуществление непростого, а иногда очень сложного научного поиска, настойчиво идти к цели.
По данным на 2008 год опубликовал свыше 600 научных работ, в том числе 28 монографий, 2 учебника, справочник, руководство. Являлся автором 30 патентов. Под руководством академика А. С. Ефимова подготовлено 15 докторов и 50 кандидатов наук.
В мае 2009 года так ответил на вопрос интервьюера «Как Вам удаётся выглядеть лет на 10 моложе своего возраста?»
Начнём с генетики — мама прожила 99 лет, бабушка 88. Генетика сказывается. Но ничего бы она не стоила, если бы не была подкреплена режимом. Начиная с военно-морской школы — ежедневная зарядка. Всегда занимался спортом. Сейчас — получасовая зарядка утром и вечерняя активная прогулка. Плюс беготня на работе. И всё же главное — это забота и хлопоты моей супруги обо мне, её поддержка, понимание и любовь. Вот Вам и средство Макропулоса.

## Интересный факт
Консультировал телефильм Владимира Бо́ртко «Собачье сердце» (1988).

## Награды и звания
Награждён орденами «Знак Почёта» (1984) и «За заслуги» III степени (2001), медалями. Жил в Киеве.
9 декабря 1980 года за участие в написании учебника «Внутренние болезни» удостоен Государственной премии Украинской ССР в области науки и техники.
Заслуженный деятель науки и техники Украины (1998), член Европейской диабетической федерации (1990), вице-президент Украинской диабетической ассоциации (2000), эксперт ВОЗ по эндокринологии (1992). 